# Cyclophora bilinearia
Cyclophora bilinearia là một loài bướm đêm trong họ Geometridae.